# 中里厢乡
中里厢乡，是中华人民共和国河北省石家庄市辛集市下辖的一个乡镇级行政单位。

## 行政区划
中里厢乡下辖以下地区：
中里厢村、泊庄村、南郭村、谢村、北郭村、马町一村、马町二村、清官店村、北孟庄村、北里厢村、苏家庄村、韩陈庄村、吕厢口村和袁村。